# 阿里阿德涅号护卫舰
阿里阿德涅号是北德意志邦联海军暨德意志帝国海军建造的阿里阿德涅级护卫舰的首舰，得名于希腊神话人物阿里阿德涅。作为普奥战争后海军扩张计划的一部分，该舰于1868年9月开始在但泽王国船厂铺设龙骨，1871年7月下水，至1872年11月交付使用。阿里阿德涅号是一艘小型军舰，仅装备有八门火炮。它最初被定型为平甲板护卫舰，自1884年起又重归类为巡洋护卫舰。
阿里阿德涅号在服役生涯中曾进行过四次重要的海外巡航。第一次是1874年底至1876年底，该舰抵达中国水域，以保护德国船只免受海盗袭击。在1877年末至1879年末的第二次航行中，阿里阿德涅号在南美和太平洋中部海域活动，其舰长在那里与当地领袖谈判达成了一系列贸易协议。1880年至1881年，该舰前往南美海域，在秘鲁、智利与玻利维亚参与的太平洋战争期间保护德国的利益；1884年至1885年，它又赴西非海域执行任务，并通过谈判获得了位于今几内亚境内的一个保护领。1885年回到德国后，阿里阿德涅号被重新指定为实习水兵的训练舰，于接下来的五年里一直担任这项职责。在此期间，它参加了前往加勒比海的训练巡航、在波罗的海进行训练，并在德国海域参与舰队操练。该舰于1890年9月退役，1891年4月正式从海军名录中除籍，至同年10月售予拆船商。

## 设计
作为1867年舰队计划的一部分，北德意志邦联议会于1867年10月24日通过了订购三艘阿里阿德涅级护卫舰的提案，这是一项旨在加强北德意志邦联海军在普奥战争后的扩张计划。该计划总共需要20艘螺旋桨护卫舰，主要用于海外部署。阿里阿德涅级的设计方案于1869年完成制定。
阿里阿德涅号的水线长和全长分别为65.8米和68.16米，有10.8米的舷宽以及4.8米的前吃水和5.7米的后吃水；其设计排水量为1,692吨，满载时则可达2,072吨。标准船员编制为12名军官和220名水兵。该舰由一台卧式三缸双胀蒸汽机提供动力，用以驱动一副直径为4.56米的四叶螺旋桨；蒸汽则由四台燃煤箱型火管锅炉供应，这使得它在2,260匹公制馬力（1,660千瓦特）额定功率下的最高航速可达14.1節（26.1每小時），并且能够以10節（19每小時）的速度连续航行1,340海里（2,480）。为了在煤炭可能稀缺的海外长期部署时作为蒸汽机的辅助动力，阿里阿德涅号在竣工时曾配备有总帆面积为1,582平方米的全帆装索具，但1873年又改为三桅帆样式，帆面积亦相应减少。
阿里阿德涅号装备有六门150毫米22倍径后装式箍炮和两门120毫米23倍径箍炮，全数布置在舷侧。1882年，它又加装了多四门37毫米转膛炮。

## 服役历史

### 建造及早年役期
早在1868年2月25日，位于但泽的王国船厂就接到了建造一艘所需护卫舰的订单，名称为阿里阿德涅号。船厂自1868年9月开始为其铺设龙骨，但工作因普法战争而推迟，使得该舰直至1871年7月21日才得以下水。在下水仪式上，由时任船厂总监的海军上校弗朗茨·金德林正式为舰只以希腊神话人物阿里阿德涅命名并发表演说。舾装工作完成后，阿里阿德涅号于1872年11月23日投运；而在接下来进行的海试期间，金德林还成为了该舰的首任舰长。在此过程中，舰只暴露出许多缺陷需要反复修理。到1873年春天，它才终于准备好投入舰队服役。阿里阿德涅号的总造价为184万金马克。
1873年4月15日，阿里阿德涅号在配齐满编的船员后驶向威廉港，并加入了训练分舰队（Übungsgeschwader，即公海舰队前身）。5月22日，它与盖甲板护卫舰赫塔号和通报舰罗蕾莱号一同，在亚德外海迎接帝国议会和联邦议会的代表团成员。三艘舰为代表们进行了各种攻击和追踪演习，以便让后者了解海军的发展。之后，阿里阿德涅号又跟随训练分舰队出访挪威，并出席了奧斯卡二世加冕为挪威国王的庆典。训练分舰队于9月11日解散，阿里阿德涅号继而于10月13日在此时的但泽帝国船厂退役，以裁减索具。
阿里阿德涅号于1874年5月5日重新入役，并为测试其新索具而进行了海试。6月6日，它再度被编入海军少将路德维希·冯·亨克麾下的训练分舰队，当时的阵中成员还包括有铁甲舰王储号、腓特烈·卡尔号以及炮舰信天翁号（后由通报舰蟋蟀号取代）。除了进行惯常的机动、炮术、扬帆训练和登陆演练外，该部队还自6月28日起前往大西洋，以测试各舰的远洋适航性。同时，阿里阿德涅号也为出访英国的皇储腓特烈夫妇担任护航舰，并先后在考斯和波特兰岛停留。返回德国后，分舰队在波罗的海展开了进一步的演练，主要是由铁甲舰对但泽湾的既定目标开火，首先是位于奥克斯赫夫特海滩上的固定目标，然后是由阿里阿德涅号所拖曳的靶舰。分舰队在演练结束后解散，阿里阿德涅号回到但泽，继而去往威廉港，为海外部署做准备。

### 第一次海外部署

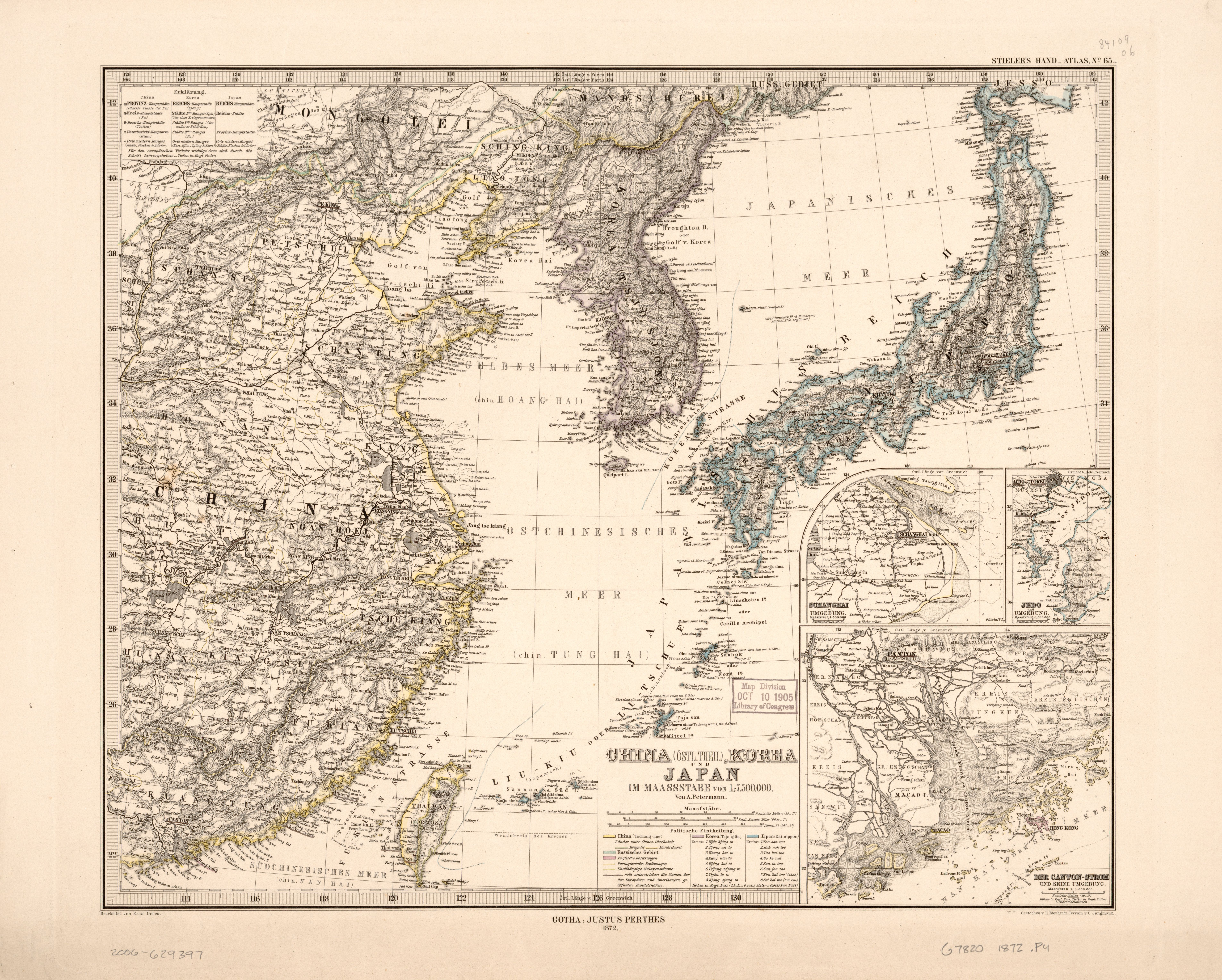
德国人于1872年绘制的东亚地图

1874年10月5日，阿里阿德涅号离开威廉港，开启其东亚之旅。它穿过地中海和苏伊士运河航行到东亚，于这年平安夜抵达新加坡，并在那里跨年。1875年1月4日，该舰离开港口，经马尼拉继续前往香港，在当地取代了伊丽莎白号担任驻地舰。阿里阿德涅号的一项重要任务是打击猖獗的海盗活动，后者不断威胁商船航运，但清朝政府却无力解决。同年，德国政府还命令赫塔号和炮舰独眼巨人号支援阿里阿德涅号。
三艘舰沿广州至大沽之间的海岸线巡逻，至1875年9月12日停靠在福州，迫使地方当局为遭海盗袭击的德国双桅纵帆船安娜号（Anna）支付赔偿金。1876年初，阿里阿德涅号在厦门附近进行了水文勘测，4月，身处东亚水域的三艘舰在香港会合。从德国赶来的盖甲板护卫舰菲内塔号也抵达当地。四艘舰遂合并为一个分舰队，并由菲内塔号舰长、海军上校亚历山大·冯·蒙茨担任司令。同年晚些时候，即7月1日，阿里阿德涅号被其姊妹舰路易丝号接替，使前者得以于7月17日开始返航回国。它再度穿过苏伊士运河，于10月20日抵达威廉港；十天后，该舰就地退役。

### 第二次海外部署

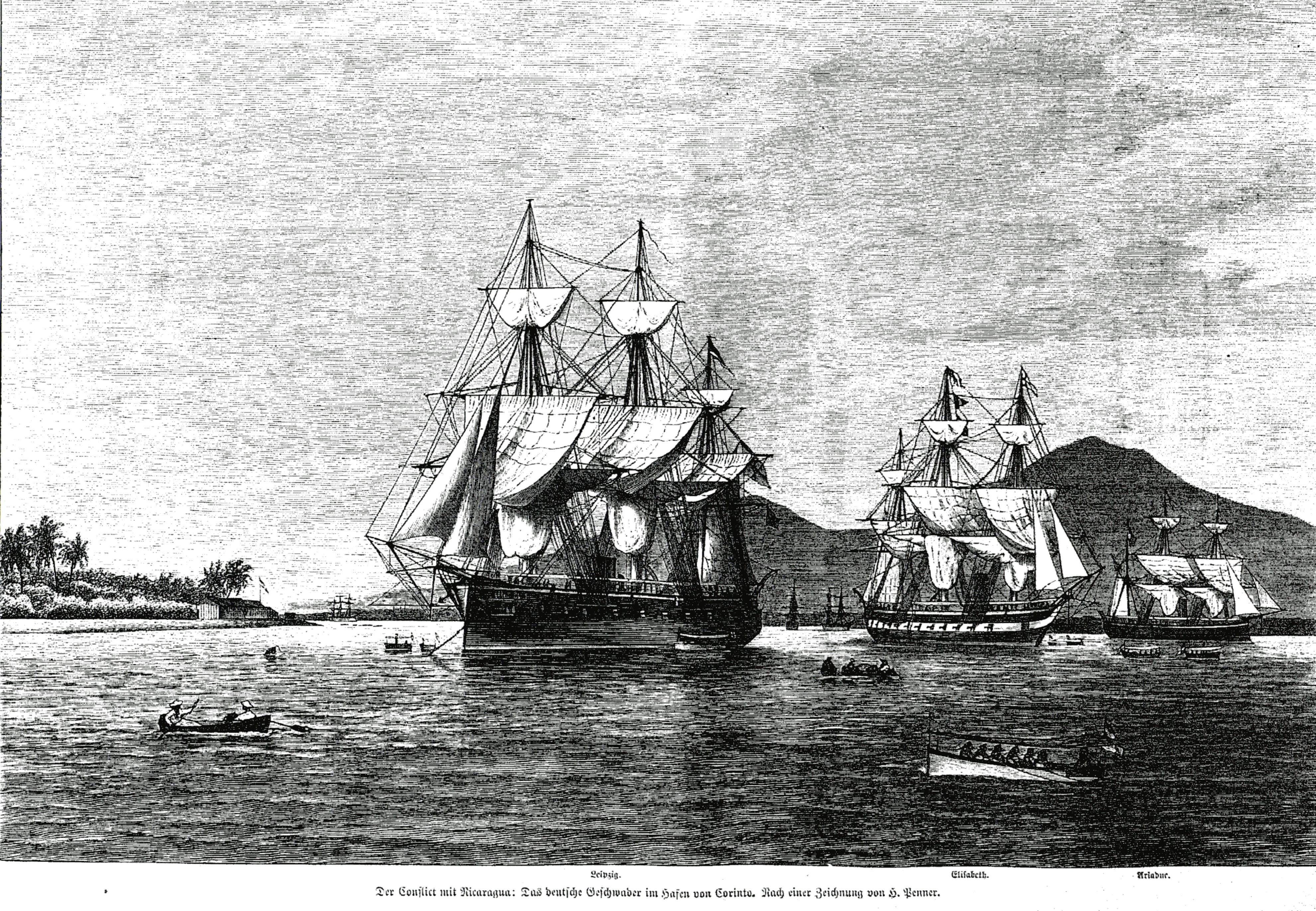
中美洲分舰队插画，从左至右分别为莱比锡号、伊丽莎白号和阿里阿德涅号

阿里阿德涅号在船厂的大修工程一直持续到1877年底；它于当年10月15日重新入役，以展开另一次海外巡航，这次是前往中美洲和太平洋中部。该舰于10月30日离开德国，但行程因暴风雨而延误。北海的的恶劣天气迫使阿里阿德涅号在英国的马盖特停留寻求庇护。之后，该舰经由马德拉岛的丰沙尔继续驶向巴西的里约热内卢，于12月16日抵达，并一直停留到1878年1月初。在进一步的向南航行中，它曾经停蓬塔阿雷纳斯加煤，但船员们在抵达后却发现当地的仓库已无燃煤库存。由于阿里阿德涅号像它的姊妹舰一样在纯风帆航行时难以操纵，为了能够继续让蒸汽机工作，船员们不得不在岸上砍柴，以投入锅炉燃烧。
随后，阿里阿德涅号穿过麦哲伦海峡，经停阿戈斯托港，然后沿着智利海岸向北航行，访问了佩纳斯湾的几座港口。在瓦尔帕莱索，它与盖甲板护卫舰莱比锡号会合，并共同前往巴拿马城。两艘舰于1878年3月9日抵达当地，它们与已身处巴拿马外海的伊丽莎白号和在加勒比海巡逻的美杜莎号一起组成中美洲分舰队，受伊丽莎白号舰长、海军上校威廉·冯·维克德指挥。分舰队的任务是要解决前一年德国驻尼加拉瓜公使遇袭的“艾森施图克事件”。当美杜莎号驻泊在圣胡安时，其余三艘舰则被派往科林托，并于3月18日抵达。他们要求尼加拉瓜政府支付30,000美元、向德国国旗鸣放礼炮致敬，并惩罚对此事负责的人。至4月6日，相关要求得到满足，分舰队遂于一天后解散。
阿里阿德涅号随后独立航行至巴拿马，在当地接到了离开南美洲横渡太平洋的命令。它行经加拉帕戈斯群岛，然后去往马克萨斯群岛，并到访了那里的努库希瓦岛和法图伊瓦岛。阿里阿德涅号随后航行到塔希提岛，参观了首府帕皮提——在那里，该舰舰长、海军少校巴托洛梅乌斯·冯·维尔纳向当地政府保证，当地的德国分支机构纯粹是经济性质的，他们无意殖民这些岛屿，但与此同时，德国不希望有第三国占领。阿里阿德涅号于1878年6月23日抵达萨摩亚的阿皮亚。在美国的压力下，两名萨摩亚酋长单方面撕毁了他们此前与德国签署的贸易协定，转而与美国人签订合同，从而威胁到当地德国商人和种植园主的市场地位。为了惩罚这些酋长，维尔纳于7月16日和17日派遣登陆部队上岸，代表德意志帝国占领了乌波卢岛北岸的村镇法雷利利和萨卢阿法塔。阿里阿德涅号于9月16日离开萨摩亚前往澳大利亚的悉尼，维尔纳在那里向柏林通报了他的活动。一些水兵也在悉尼逃跑。

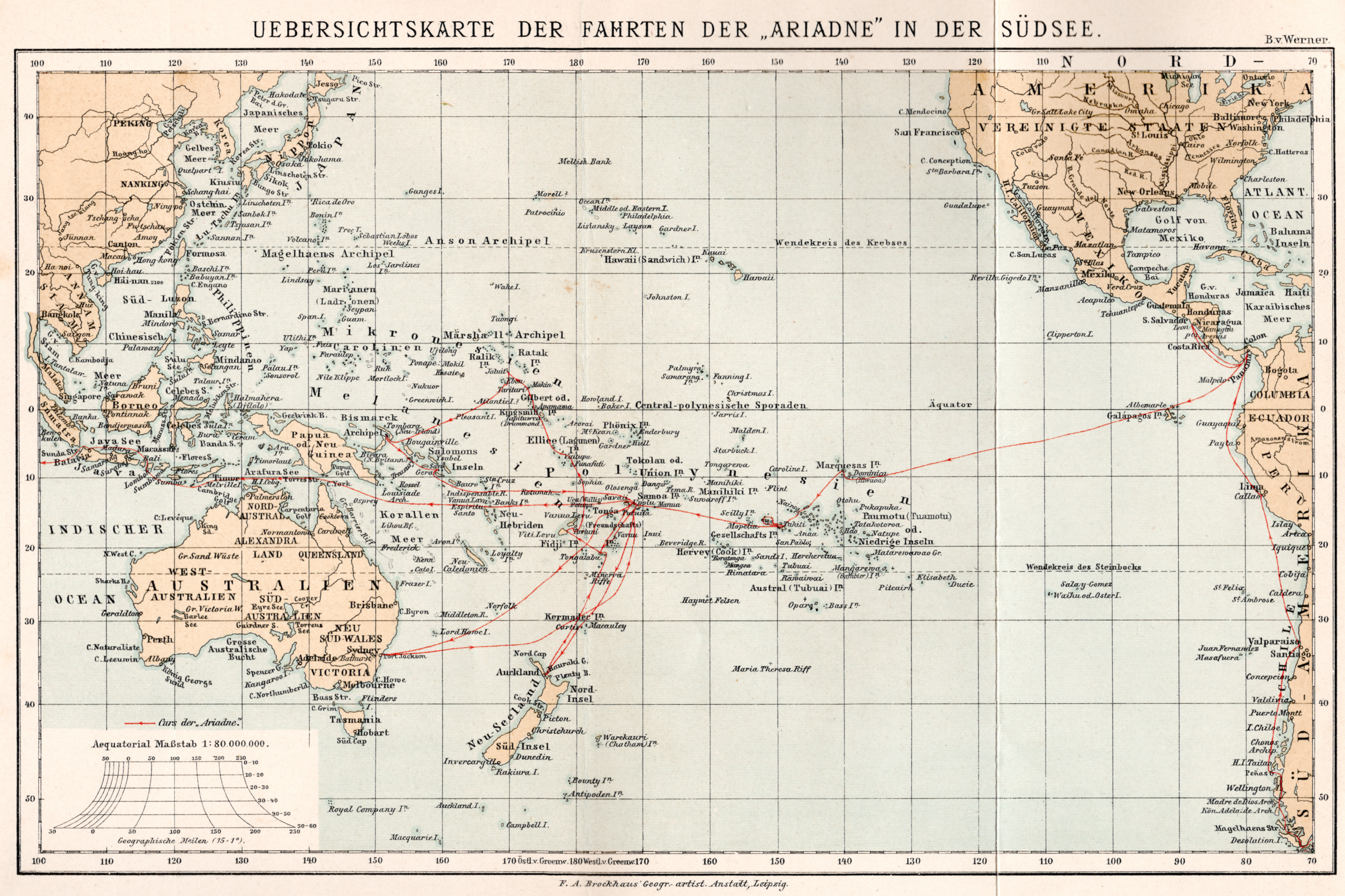
展示了阿里阿德涅号在第二次海外部署期间的航行图

1878年10月8日，阿里阿德涅号回到阿皮亚，然后搭载着德国公使自10月20日起周游美拉尼西亚和密克罗尼西亚群岛。该舰于10月26日至29日访问了汤加群岛的努库阿洛法，10月30日至11月2日又分别到访斐济群岛的莱武卡和塔利亚尼。旅程的下一站是埃利斯群岛，维尔纳于11月13日与当地岛屿富纳富提和瓦伊图普缔结了贸易协定，确保德国拥有与其他国家分支机构平等的权利。在吉尔伯特群岛停留期间，阿里阿德涅号对塔比图埃亚、阿贝马马和布塔里塔里等环礁进行重新测绘，以修正该地区的航海图。在马绍尔群岛，维尔纳于11月29日又成功地与贾卢伊特环礁的酋长缔结了一项贸易和友好条约，除了为德国公司争取到贸易权利外，该条约还将港口的一部分划拨给德国军舰建造装煤站。维尔纳还向拉利克礁链的居民颁授了专属的国旗。
阿里阿德涅号于12月11日至约克公爵群岛的米约克岛停留。舰只在那里补充粮食和煤炭，但由于当地交付的燃煤量与订购数量不符，船员们不得不再次上岸为锅炉砍伐木材。该舰随后前往新不列颠北部作短暂逗留，以惩罚袭击德国公司的当地人。德国公使要求维尔纳继续巡视新约克公爵群岛，宣示主权，并争取签订更多的贸易协定。于是在结束对马图皮的访问后，阿里阿德涅号返回约克公爵群岛，维尔纳于12月19日和20日购买了米约克岛和马卡达岛的港口，这些港口后来成为德国在太平洋中部的基地。12月21日，舰只开始返回萨摩亚，并在经停所罗门群岛的萨沃岛后，于1879年1月16日抵达阿皮亚。
1879年1月24日，萨摩亚酋长与德意志帝国签订了一项新协定，允许在萨鲁亚法塔为德国军舰设立装煤站，同时向德国商人保证在萨摩亚享有与英国和美国人相同的权利。作为回报，德国归还了六个月前占领的村镇法雷利利和萨卢阿法塔。一天后，阿里阿德涅号从阿皮亚启程前往新西兰的奥克兰，以电报向柏林报告萨摩亚的局势发展。返程途中，该舰又在努库阿洛法停留，向汤加国王颁发了一枚由德皇威廉一世授予的勋章。5月19日，盖甲板护卫舰俾斯麦号抵达阿皮亚接替阿里阿德涅号。因此，根据2月2日在奥克兰收到的调令，阿里阿德涅号于5月28日开始启程归国。它穿过新赫布里底群岛，行经托雷斯海峡和阿拉弗拉海，在巴达维亚停留。之后，该舰再通过苏伊士运河，穿越地中海，于9月30日抵达威廉港，继而于10月12日就地退役。在将近两年的海外部署期间，阿里阿德涅号的行驶总里程约为52,840海里（97,860），其中有401天是在海上航行，有296天在港口停留。

### 第三次海外部署
威廉港帝国船厂于1879年至1880年的冬天对阿里阿德涅号进行了一次彻底检修，使其得以于1880年4月1日重新启用，并于4月14日起航执行第三次海外任务。该舰按计划将前往智利附近轮替铁甲舰汉萨号。它于6月6日抵达蒙得维的亚经停，再从那里继续航行到布宜诺斯艾利斯，于6月14日至7月7日期间一直在泊地抛锚，以保护德国人在阿根廷的利益。阿里阿德涅号随后穿过麦哲伦海峡前往科罗内尔，至8月11日抵达。它的主要任务是观察太平洋战争的进程，并在智利和秘鲁的各港口停靠及巡逻。于是当智利军队在皮斯科登陆以及卡亚俄遭到炮击时，该舰都在现场。
1881年1月初，阿里阿德涅号在安孔接载了64名寻求庇护的德国人，以预防当地发生暴力事件。1月16日至20日，该舰还在利马参与了一项国际行动，它派出一支水兵登陆部队上岸，保护居住在城市里的欧洲人免受袭击。阿里阿德涅号于7月14日被盖甲板护卫舰毛奇号接替。两天后，它离开瓦尔帕莱索，航行穿过麦哲伦海峡，向北横渡大西洋，于10月7日回到威廉港。返程时，该舰还将一名因诈骗罪而在法兰克福被通缉的逃亡银行家带回了德国。阿里阿德涅号于当月晚些时候转移到但泽，并于10月31日在那里退役。

### 第四次海外部署

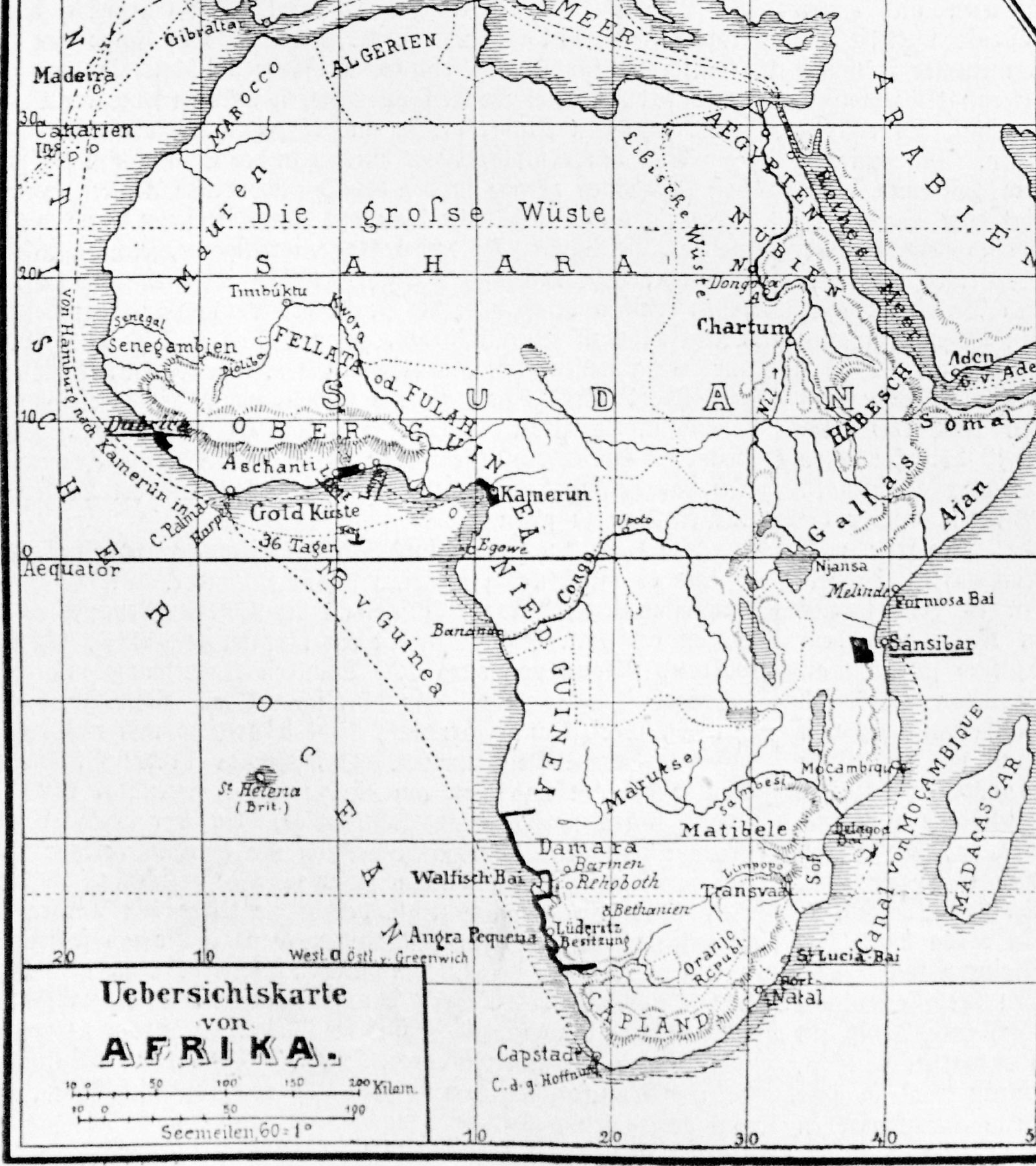
1885年德国在非洲的领地图，卡皮泰和科巴地区被标识为“Dubrica”

1882年，阿里阿德涅号在船厂又进行了一次大修，但一直搁置到1884年7月15日才获重新启用。它起初充当舰艇司炉与机械工以及四年制志愿兵的训练舰。自8月中旬开始，该舰又与同样担任训练舰的索菲号、玛尔斯号以鱼雷艇区舰队在秋季演习中共同行动。它们受海军准将阿尔弗雷德·施滕策尔指挥，在演习期间的任务是保卫威廉港免遭主舰队的模拟攻击。演习结束后，阿里阿德涅号于9月27日受命加入海军少将爱德华·冯·克诺尔麾下、新组建的西非巡洋分舰队。当时的阵中成员还包括克诺尔的旗舰俾斯麦号、巡洋巡防舰格奈森瑙号、巡洋护卫舰索菲号与奥尔加号，以及从北德劳埃德租用的商船雕号（Adler，用作供应船）。这些舰船于10月30日从威廉港启程，前往西非。
在佛得角的圣维森特岛停留期间，克诺尔将阿里阿德涅号从分舰队调离，派它与雕号一同前往蒙罗维亚，解决德国与利比里亚政府的财务纠纷。随后，该舰来到了后来成为法属几内亚的海岸；由于德国商人弗里德里希·科林与当地的卡皮泰和科巴地区的酋长签订了协议，要求得到德意志帝国的官方保护。1885年1月2日至5日，阿里阿德涅号时任舰长、海军少校赫尔曼·丘登（Herrmann Chüden）顺应了这一要求，在当地升起国旗，尽管被任命为德属西非帝国专员的古斯塔夫·纳赫蒂加尔仍将这些地区视为法国领土，直到德国政府以此与法国交换了多哥兰的边境地区。阿里阿德涅号随后来到弗里敦，然后继续前往佛得角的格兰港，并于1月15日至3月1日在当地驻留。3月初，它接到归国的命令后启程，至3月30日回到德国。

### 后续运用
抵达威廉港后，阿里阿德涅号被重新指派担任实习水兵的训练任务，但直到1888年才被正式归类为训练舰。1885年夏天，该舰开始在波罗的海进行训练巡航，并参加年度舰队演习。9月29日，它加入施滕策尔麾下的教学分舰队，然后于10月10日开始跟随分舰队前往加勒比海的远程训练巡航，并访问了当地的多座港口，直到1886年3月27日才返回威廉港。在接下来的几个月里，阿里阿德涅号像前一年那样，在波罗的海进行训练巡航和秋季舰队演习。它于10月14日在基尔退役。
1887年4月1日，阿里阿德涅号重新入役。它先是在波罗的海进行了短暂的训练巡航，继而于6月初出席威廉皇帝运河的开凿仪式。其第二次加勒比海训练之旅于6月12日开始。航行期间，该舰还到访了几个美国港口。一年多后，即1888年8月25日，阿里阿德涅号回到威廉港，并立即参加了秋季舰队演习。它在演习中与铁甲巡防舰威廉国王号、铁甲炮舰蚊号、变色龙号、蝰号以及蝾螈号共同行动，受海军少将马克斯·冯·德·戈尔茨指挥，任务是模拟保卫威廉港。演习结束后，该舰于9月29日再次停役过冬。
阿里阿德涅号于1889年4月16日开启最后一次役期。它再度前往加勒比海域展开为期一年的远程训练巡航。1890年回到德国后，该舰参加了8月为奥匈帝国海军一个铁甲分舰队访问期间而举行的海上阅兵，此时恰逢年度舰队演习期，阿里阿德涅号也参加了演习。它于9月30日最终退役。1891年4月14日，该舰正式从海军名录中除籍，并于10月6日出售；它其后在汉堡拆解报废。